# Anton Höhne (Radsportler)
Anton Höhne (* 31. Juli 2000 in Cottbus) ist ein ehemaliger deutscher Bahnradsportler, der auf die Kurzzeitdisziplinen spezialisiert ist.

## Sportlicher Werdegang
Seit 2010 ist Anton Höhne als Radsportler aktiv. Zunächst betrieb er neben dem Bahnradsport auch Cyclocrossrennen, bis er sich ab 2014 auf die Bahn konzentrierte. 2018 errang er seine erste internationale Medaille, als er bei den Junioren-Weltmeisterschaften im 1000-Meter-Zeitfahren den dritten Platz belegte. Im Jahr darauf wurde er U23-Europameister in dieser Disziplin. 2020 holten er bei den U23-Europameisterschaften einen kompletten Medaillensatz: Gold im Keirin, Silber im Zeitfahren und gemeinsam mit Julien Jäger und Nik Schröter Bronze im Teamsprint. 2021 holte er zwei Mal Bronze, im Sprint, im Zeitfahren und Silber im Teamsprint (mit Paul Schippert und Julien Jäger).
Im Herbst 2021 wurde Anton Höhne für den Start bei den Bahneuropameisterschaften der Elite im schweizerischen Grenchen nominiert. Über den Kilometer belegte er bei seinem internationalen Debüt in der Elite Rang sechs. Bei den U23-Europameisterschaften 2022 errang er drei Silber- und eine Bronzemedaille. Ende 2023 beendete er seine aktive Radsportlaufbahn.

## Erfolge
2018
- Junioren-Weltmeisterschaft – 1000-Meter-Zeitfahren

2019
- U23-Europameister – 1000-Meter-Zeitfahren

2020
- U23-Europameister – Keirin
- U23-Europameisterschaft – 1000-Meter-Zeitfahren
- U23-Europameisterschaft – Teamsprint (mit Julien Jäger und Nik Schröter)

2021
- U23-Europameisterschaft – Teamsprint (mit Paul Schippert und Julien Jäger)
- U23-Europameisterschaft – Sprint, 1000-Meter-Zeitfahren

2022
- Deutscher Meister – Teamsprint (mit Maximilian Dörnbach und Nik Schröter)
- U23-Europameisterschaft – Sprint, 1000-Meter-Zeitfahren, Teamsprint (mit Willy Weinrich und Paul Schippert)
- U23-Europameisterschaft – Keirin

2023
- Deutscher Meister – Teamsprint (mit Maximilian Dörnbach und Nik Schröter)